# 杨芳乡
杨芳乡，曾是中华人民共和国山西省忻州市定襄县下辖的一个乡镇级行政单位。2021年5月，撤销杨芳乡，整建制并入晋昌镇。

## 行政区划
杨芳乡下辖以下地区：
杨芳村、智村、兰台村、西邢村、西营村、庄力村、长安村和张召村。